# Lingegebied & Diefdijk-Zuid
Lingegebied & Diefdijk-Zuid este o arie protejată (arie specială de conservare — SAC, sit de importanță comunitară — SCI) din Țările de Jos întinsă pe o suprafață de 750 ha, integral pe uscat.

## Localizare
Centrul sitului Lingegebied & Diefdijk-Zuid este situat la coordonatele 51°51′50″N 5°04′34″E / 51.8639°N 5.076°E.

## Înființare
Situl Lingegebied & Diefdijk-Zuid a fost declarat sit de importanță comunitară în aprilie 2003 pentru a proteja 5 specii de animale. Situl a fost protejat și ca arie specială de conservare în iunie 2013.

## Biodiversitate
Situată în ecoregiunea atlantică, aria protejată conține 5 habitate naturale: Lacuri eutrofice naturale cu vegetație de tip Magnopotamion sau Hydrocharition, Liziere de ierburi înalte hidrofile de câmpie și de nivel montan până la alpin, Fânețe de joasă altitudine (Alopecurus pratensis, Sanguisorba officinalis), Mlaștini alcaline, Păduri aluvionare cu Alnus glutinosa și Fraxinus excelsior (Alno-Padion, Alnion incanae, Salicion albae).
La baza desemnării sitului se află mai multe specii protejate:
- amfibieni (1): triton cu creastă (Triturus cristatus)
- mamifere (1): castor (Castor fiber)
- pești (3): zvârluga (Cobitis taenia), țipar (Misgurnus fossilis), boarță (Rhodeus amarus)